# Flughafen Mar del Plata

i7
i11
i13
Der Flughafen Mar del Plata (offiziell: Aeropuerto Internacional Astor Piazzolla) ist ein argentinischer Flughafen nahe der Stadt Mar del Plata in der Provinz Buenos Aires. Der Flughafen ist nach dem aus Mar del Plata stammenden Komponisten Astor Piazzolla benannt.
Neben der Nutzung als ziviler Verkehrsflughafen wird er als Militärflugplatz genutzt. Der argentinischen Luftwaffe  dient die Base Aérea Militar Mar del Plata als Schuleinrichtung für Flugabwehr-Personal.

## Geschichte
Bereits im Jahre 1948 wurde eine Militärbasis in Mar del Plata gebaut, welche in den folgenden Jahren zum Flughafen ausgebaut wurde. Im Jahr 1978 wurde das Terminal im Zuge der Fußball-WM in Argentinien gebaut, für die Panamerikaspiele 1995 wurde dieses noch einmal weiter ausgebaut. Seit 1998 wird der Flughafen von Aeropuertos Argentina 2000 betrieben. Auch für den Amerika-Gipfel 2005 wurde der Flughafen noch einmal renoviert. Im Jahr 2008 erhielt der Flughafen seinen jetzigen Namen, vorher war er nach dem Brigadegeneral Bartolomé de la Colina benannt.

## Fluggesellschaften und Flugziele
| Fluggesellschaft      | Ziele                                                                                                  |
| --------------------- | --- |
| Aerolíneas Argentinas | Buenos Aires-Jorge Newbery, Bahia Blanca, Córdoba, Mendoza, Rosario, San Miguel de Tucumán, Montevideo |
| Quellen:              | |

## Zwischenfälle
- Am 16. Januar 1959 flog eine Curtiss C-46A der Austral Líneas Aéreas (Luftfahrzeugkennzeichen LV-GED) beim Durchstarten vom Flughafen Mar del Plata ins Meer. Dabei überlebte von den 52 Insassen nur ein Passagier.[5]

- Am 15. Mai 1959 stürzte eine Douglas DC-3/C-47A-80-DL der Aerolíneas Argentinas (LV-AFW) zwei Minuten nach dem Start vom Flughafen Mar del Plata ins Meer. Alle zehn Insassen starben.[6][7]

- Am 7. November 1968 schlug eine Douglas DC-6A/B der argentinischen Luftstreitkräfte (TC-55) 6 Kilometer vor der Landebahn am Flughafen Mar del Plata auf und wurde irreparabel beschädigt. Alle 24 Insassen, Besatzungsmitglieder und Passagiere, überlebten den Unfall.[8]